# Out of Many...One
Out of Many...One es el álbum de estudio debut de la cantante jamaicana Tami Chynn. Fue publicado por el sello Universal Music y SRC Records en Estados Unidos el 7 de agosto de 2006, y en Japón fue publicado el 8 de septiembre de 2006.

## Recepción en los charts
El álbum no logró entrar en el Billboard Hot 200 pero alcanzó el puesto #41 en los charts de Japón, Oricon con 80.000 copias vendidas en total.

## Lista de canciones
- Edición estándar

| Out of Many...One |                      |          |  |
| N.º               | Título               | Duración |  |
| 1.                | «Intro»              | 0:56     |  |
| 2.                | «Hyperventilating»   | 3:25     |  |
| 3.                | «Looky Looky»        | 3:13     |  |
| 4.                | «Hot!!!»             | 3:06     |  |
| 5.                | «Be Mine»            | 3:21     |  |
| 6.                | «1, 2, 3, 4»         | 3:17     |  |
| 7.                | «Tell Mi Seh»        | 3:27     |  |
| 8.                | «All Night»          | 3:40     |  |
| 9.                | «Bliss Is»           | 4:48     |  |
| 10.               | «Love»               | 3:41     |  |
| 11.               | «Don't Tell Daddy»   | 3:26     |  |
| 12.               | «Till U Come»        | 1:12     |  |
| 13.               | «Can U Feel Me?»     | 4:02     |  |
| 14.               | «Afraid (Interlude)» | 0:33     |  |
| 15.               | «Still Afraid»       | 3:55     |  |
| 46:30             |                      |          |  |

- Edición de Bonus Track]

| Out of Many — Bonus Track |                                   |          |  |
| N.º                       | Título                            | Duración |  |
| 16.                       | «Hyperventilating (T.O.K. Remix)» | 3:19     |  |
| 17.                       | «Looky Looky (Tony Kelly Remix)»  | 3:09     |  |

## Créditos y personal
- Tami Chynn, Kwame Kandekore, Try "Tyjae" Jackson, Neil Case y Tessanne Chin: Productor(es)
- Conroy Forte y Kwame Kandekore: Productores ejecutivos
- Esco: Ingeniero de mezcla